# The Flaming Lips and Stardeath and White Dwarfs with Henry Rollins and Peaches Doing The Dark Side of the Moon
The Flaming Lips and Stardeath and White Dwarfs with Henry Rollins and Peaches Doing The Dark Side of the Moon é o décimo terceiro álbum de estúdio da banda norte-americana The Flaming Lips, lançado a 22 de dezembro de 2009.

## Faixas
1. "Speak to Me/Breathe" (com Henry Rollins and Peaches) -	5:19
2. "On the Run" (com Henry Rollins) - 3:55
3. "Time/Breathe" (Reprise) - 4:57
4. "The Great Gig in the Sky" (com Henry Rollins and Peaches) - 3:57
5. "Money" (com Henry Rollins) - 5:31
6. "Us and Them" (com Henry Rollins) - 7:45
7. "Any Colour You Like" - 2:42
8. "Brain Damage" (com Henry Rollins) - 4:42
9. "Eclipse" (com Henry Rollins) - 2:12